# 조에쓰코쿠사이스키조마에역
조에쓰코쿠사이스키조마에역(일본어: 上越国際スキー場前駅, じょうえつこくさいスキーじょうまええき 조에쓰코쿠사이 스키장 앞역[*])은 일본 니가타현 미나미우오누마시에 있는, 동일본 여객철도의 철도역이다. 조에쓰선이 지나가며, 겨울철에 한해 호쿠호쿠선 열차가 정차한다.

## 역 구조
상대식 2면 2선 구조의 고가역이다. 양쪽 승강장끼리는 역과 입체교차하는 시영 도로를 이용해 횡단해야 한다. 에치고유자와역이 관리하는 무인역으로, 양쪽 승강장 출입구에 승차역증명서발행기가 있다.

### 승강장
| 1 | ■ 조에쓰선   | 에치고유자와 · 미나카미 · 다카사키 방면 |
| 2 | ■ 조에쓰선   | 무이카마치 · 고이데 · 나가오카 방면     |
| 2 | ■ 호쿠호쿠선 | 무이카마치 · 도카마치 · 나오에쓰 방면   |

## 역세권 정보
- 조에쓰 국제 스키장 (겨울철) 및 조에쓰코쿠사이 플레이랜드 (Joetsu Kokusai Playland, 봄철 ~ 가을철)
- 호텔 그린플라자 조에쓰 (연중 영업)

## 역사
- 1925년 11월 1일 - 조에쓰호쿠선 시오자와 ~ 에치고유자와 간의 개통과 동시에 개업했다.
- 1931년 9월 1일 - 조에쓰선이 미나카미역까지 연장되었다.
- 1987년 4월 1일 - 민영화에 따라 동일본 여객철도의 소속이 되었다.

## 인접역
| 동일본 여객철도 조에쓰선 | 동일본 여객철도 조에쓰선 | 동일본 여객철도 조에쓰선      |
| ------------------------ | ------------------------ | ----------------------------- |
| 오사와 다카사키 방면     | ■ 보통                   | 시오자와 나가오카·니가타 방면 |
| 에치고유자와 방면        | ■ 호쿠호쿠선 보통1       | 시오자와 나오에쓰             |
| 1: 겨울철에만 정차.      |                          |                               |